# اودرینتسی (استان خاسکوو)
اودرینتسی (به بلغاری: Odrintsi) یک منطقهٔ مسکونی در بلغارستان است که در ایوالوفگراد واقع شده‌است.